# SpiceJet
SpiceJet, ursprünglich Royal Airways, ist eine indische Billigfluggesellschaft mit Sitz in Neu-Delhi und Basis auf dem dortigen Indira Gandhi International Airport.

## Geschichte

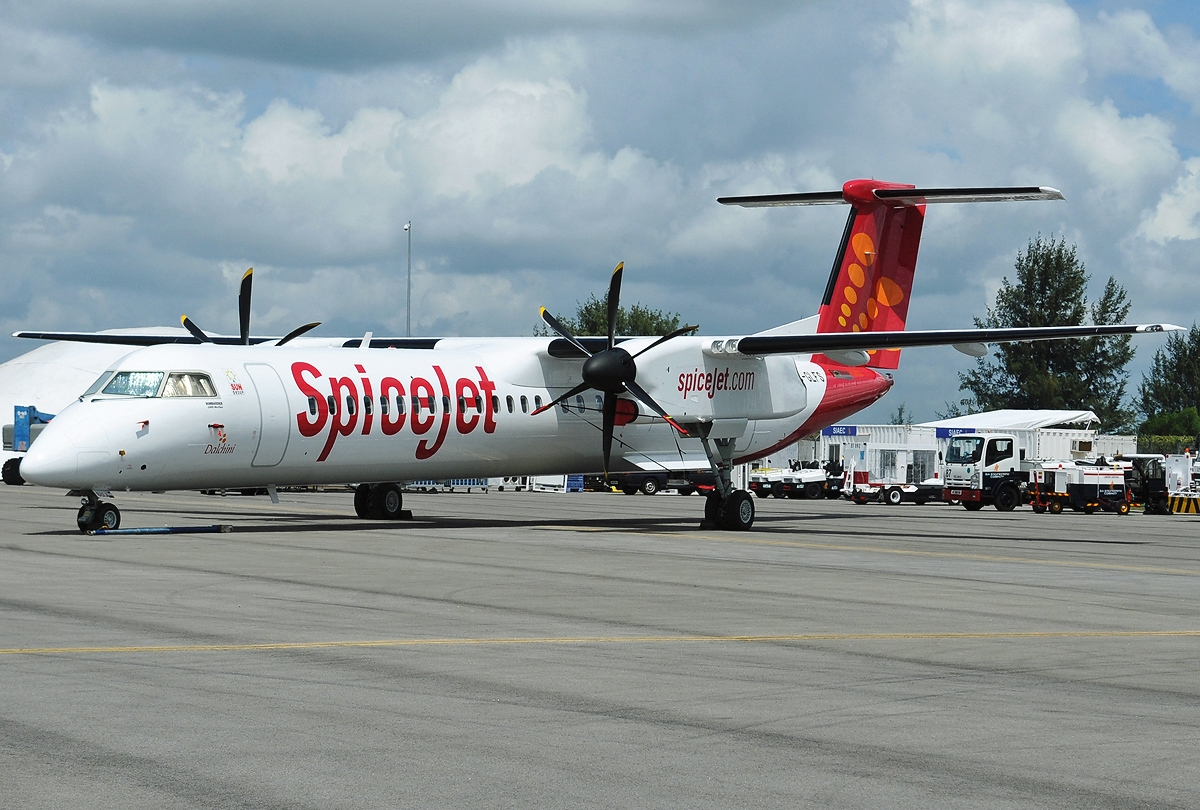
De Havilland DHC-8-400 der SpiceJet

Die Ursprünge von SpiceJet liegen in dem am 9. Februar 1984 von der indischen Modi Group gegründeten Unternehmen Genius Leasing Finance and Investment Company, das ab dem 14. März 1984 auch Lufttaxi-Flüge anbot. Nach der Deregulierung des indischen Luftverkehrs wurde die Gesellschaft im Jahr 1993 zur MG Express Ltd. umfirmiert, um in Zusammenarbeit mit Lufthansa nationale Linienflüge aufzunehmen. Hierzu leaste MG Express vier Boeing 737-200 des deutschen Unternehmens, die unter dem Markenauftritt ModiLuft zum Einsatz kamen. Lufthansa leistete zudem die technische und organisatorische Unterstützung vor Ort, bis die Zusammenarbeit im Jahr 1995 endete. Im Folgejahr stellte die mittlerweile in ModiLuft Ltd. umfirmierte Gesellschaft ihren Flugbetrieb ein, wurde aber danach nicht aufgelöst.
Im Jahr 2000 war die Wiederaufnahme des Flugbetriebs unter Verwendung des noch existenten Air Operator Certificate der ModiLuft geplant. Die Linienflüge sollten unter dem neuen Markenauftritt Royal Airways erfolgen, konnten aber aufgrund einer unzureichenden Kapitaldeckung zunächst nicht aufgenommen werden. Nachdem die finanziellen Probleme im Jahr 2003 durch einen Börsengang gelöst werden konnten, wurde das Unternehmen umstrukturiert und im Jahr 2004 zur Royal Airways Ltd. umfirmiert. Die Unternehmern Ajay Singh und Bhupendra Kansagra kauften die Gesellschaft Anfang 2005 auf und wandelten sie noch vor Beginn des Flugbetriebs in eine Billigfluggesellschaft um. Der erste Linienflug erfolgte am 24. Mai 2005 unter dem Markenauftritt SpiceJet. Ein Jahr später wurde auch der offizielle Name des Unternehmens in SpiceJet Ltd. geändert.
Im November 2014 wurde bekannt, dass SpiceJet wirtschaftliche Probleme hat und die Existenz gefährdet ist. Mehrere Flugzeuge wurden seit Anfang des Jahres schon an das Leasingunternehmen zurückgegeben. Mitte Dezember 2014 verschärfte sich die Situation, da Flüge aufgrund fehlenden Treibstoffs gestrichen wurden.
Anfang 2015 übernahm der zwischenzeitlich ausgeschiedene Ajay Singh erneut die Mehrheit und stellte der Fluggesellschaft neues Kapital in der Höhe von 209 Millionen Euro zur Verfügung. Mit dem Verkauf der 15 De Havilland DHC-8-400 soll die Flotte in Zukunft nur noch aus Boeing 737 bestehen und sich damit auf die großen Städte Indiens konzentrieren.
Im Februar 2024 wurde bekannt, dass 1400 Beschäftigte auf Grund finanzieller Probleme entlassen werden sollen.

## Flugziele
Von Neu-Delhi, Chennai, Kalkutta und Mumbai werden diverse Ziele innerhalb Indiens angeflogen. Des Weiteren werden Städte in Südostasien bedient.

## Flotte
Mit Stand Mai 2025 besteht die Flotte der SpiceJet aus 58 Flugzeugen mit einem Durchschnittsalter von 14,3 Jahren:
| Flugzeugtyp                   | Anzahl | bestellt | Anmerkungen | Sitzplätze (Bus/Eco+/Eco)     | Durchschnittsalter |
| ----------------------------- | ------ | -------- | --- | ----------------------------- | ------------------ |
| Airbus A340-300               | 02     |          | betrieben durch Legend Airlines                                                                                              | 324 (-/-/324) 265 (32/21/212) | 17,5 Jahre         |
| Boeing 737-700                | 05     |          | mit Winglets ausgestattet; zwei inaktiv                                                                                      | 149 (-/-/149) 134 (8/-/126)   | 20,7 Jahre         |
| Boeing 737-700F               | 03     |          | mit Winglets ausgestattet; inaktiv; betrieben unter der Marke SpiceXpress                                                    | Cargo                         | 20,7 Jahre         |
| Boeing 737-800                | 14     |          | mit Winglets ausgestattet; eine inaktiv; eine betrieben durch Corendon Airlines Europe sowie zwei betrieben durch Smartwings | 189 (-/-/189) 186 (-/-/186)   | 17,0 Jahre         |
| Boeing 737-900ER              | 03     |          | mit Winglets ausgestattet; zwei inaktiv                                                                                      | 212 (-/-/212)                 | 16,8 Jahre         |
| Boeing 737 MAX 8              | 07     |          | sechs inaktiv; +50 Optionen                                                                                                  | 189 (-/-/189)                 | 06,5 Jahre         |
| De Havilland Canada DHC-8-400 | 24     |          | 18 inaktiv; + 25 Optionen | 78 (-/-/78) 90 (-/-/90)       | 12,3 Jahre         |
| Gesamt                        | 58     | -        | |                               | 14,3 Jahre         |